# Lista filmelor despre revoluția română din 1989
Acest articol conține o listă a filmelor despre Revoluția română din 1989.

## Filme artistice
- Sindromul Timișoara - Manipularea, 2004, regia: Marius Barna[1]
- 15, 2005, regia: Sergiu Nicolaescu
- A fost sau n-a fost?, 2006, regia: Corneliu Porumboiu
- Hârtia va fi albastră, 2006, regia: Radu Muntean
- Cum mi-am petrecut sfârșitul lumii, 2006, regia: Cătălin Mitulescu

## Filme documentare
- Frica (The Fear), realizator: Ovidiu Paulescu (Italia)
- A Lesson in Dying, dată necunoscută
- A Day in Bucharest, dată necunoscută
- Let There Be Peace in this House, dată necunoscută
- Requiem für Dominik, 1990, realizator: Robert Dornhelm[2]
- И настанет день, 1990[3]
- Dateline: 1989, Romania, 1991
- În umbra lui Dracula, de Árpád Szocsi[4]
- De Crăciun ne-am luat rația de libertate, de Cornel Mihalache[5]
- Piepturi goale, buzunare pline, de Cornel Mihalache[6][7][8]
- Videogramme einer Revolution, 1992, de Andrei Ujică și Harun Farocki[9][10][11]
- Terorist, erou martir, 2011, de Cornel Mihalache[12][13][8]
- 30 de ani de democrație, 2019, Mihai Voinea și Cristian Delcea – Recorder[14][15]
- Cine a tras la revoluție?, Cătălin Moise